# Camponotus godmani
Camponotus godmani är en myrart som beskrevs av Auguste-Henri Forel 1899. Camponotus godmani ingår i släktet hästmyror, och familjen myror.

## Underarter
Arten delas in i följande underarter:
- C. g. godmani
- C. g. palliolatus